# Рэндольф, Джон, 3-й граф Морей
Джон Рэндольф, 3-й граф Морей (англ. John Randolph, 3rd Earl of Moray; 1306 — 17 октября 1346) — крупный шотландский государственный и военный деятель периода правления короля Давида II Брюса, 3-й граф Морей (1332—1346) и хранитель Шотландии (1334—1335).

## Биография
Младший (второй) сын Томаса Рэндольфа (ок. 1278—1332), 1-го графа Морея (1312—1332), соратника короля Роберта Брюса. После гибели своего старшего брата, Томаса Рэндольфа, 2-го графа Морея, 11 августа 1332 года в битве при Дапплин-Муре Джон Рэндольф унаследовал графство Морей. Его сестрой была известная Агнес Рэндольф, «Чёрная Агнес» (ок. 1312—1369), жена Патрика Данбара, графа Марча, а племянница, Агнес Данбар, дочь его другой сестры Изабеллы Рэндольф, стала любовницей короля Шотландии Давида II Брюса.
В декабре 1332 года, сражаясь на стороне своего короля и кузена Давида II Брюса, Джон Рэндольф участвовал в разгроме Эдуарда Баллиоля в битве при Аннане. 19 июля 1333 года в битве с англичанами при Халидон-Хилле Джон Рэндольф, граф Морей, командовал первым дивизионом шотландской армии при поддержке сэра Эндрю Фрейзера и его двух братьев, Саймона и Джеймса. После поражения при Невилл-Кроссе и пленения короля Давида Брюса Джон Рэндольф удалился из Шотландии во Францию.
В 1334 году Джон Рэндольф вернулся в Шотландию, где он и лорд-стюард Шотландии Роберт Стюарт (будущий король Шотландии Роберт II) были назначены регентами (хранителями) королевства, пытался восстановить порядок в государстве.
Джон Рэндольф взял в плен Дэвида Стратбоги, графа Атолла, командующего английскими войсками в Шотландии, который после присяги на верность шотландской короне был освобожден. Дэвид Стратбоги нарушил свою присягу, вернулся в английский лагерь и возобновил военные действия. В августе 1335 года Джон Рэндольф в битве при Берроу Мюре, в окрестностях Эдинбурга, нанес поражение англичанам под командованием графа Ги де Намюра и вынудил их сдаться. Во время сопровождения графа до границы Джон Рэндольф попал в засаду и был взят в плен Уильямом де Прессеном, хранителем замка Джедборо.
Пленный граф Морей был вначале заключен в Ноттингемский замок, затем его переведи в Лондонский Тауэр. 25 июля 1340 года он был переведен в Виндзорский замок. В 1341 году Джон Рэндольф был обменян на графа Солсбери, взятого в плен французами, и вернулся в Шотландию.
В феврале 1342 года Джон Рэндольф, граф Морей, участвовал во вторжении короля Давида II Брюса в северные английские владения. 17 октября 1346 года в битве при Невиллс-Кроссе Джон Рэндольф и Уильям Дуглас из Лиддесдейла командовали правым крылом шотландской армии. Он погиб во время первой английской атаки.
Джон Рэндольф, граф Морей, был женат на Ефимии де Росс (ум. 1386), дочери графа Хью де Росса (ум. 1333) и Маргарет де Грэм. Их брак был бездетным. После смерти Джона Рэндольфа графство Морей вернулось в состав королевского домена, но позднее в 1372 году было передано его племяннику, Джону Данбару (ум. 1390), сыну сэра Патрика Данбара и Изабеллы Рэндольф, дочери Томаса Рэндольфа, 1-го графа Морея.